# MBDA Meteor
MBDA Meteor, Rb101 i Sverige, är en robot av typen BVRAAM (Beyond Visual Range Air to Air Missile) utvecklad av MBDA för att användas i europeiska stridsflygplan för bekämpning av luftmål utom synhåll. Roboten drivs med raket- och ramjetmotor med variabel hastighet. Mycket av prestandan är hemligt. Utvecklandet av roboten sker i samarbete mellan Sverige, Italien, Spanien, Tyskland, Frankrike och Storbritannien. Roboten provsköts första gången med ett JAS 39 Gripen-plan juni 2013.

## Användning i Sverige
Den 17 september 2010 tecknande Sverige som tredje land en produktionsorder av robotsystemet. Tidigare har även FMV tecknat avtal med Saab om integration av systemet i JAS 39 Gripen. Robotsystemet beräknades då vara i operativ drift i Flygvapnet från år 2015.
Roboten togs i bruk i Sverige den 11 juli 2016. 
Roboten kostar ca 20 Mkr/st och är en av de dyraste jaktrobotarna i tillverkning i västvärlden.